# Samuel Nahl
Samuel Nahl, född 1748, död 1813, var en tysk konstnär. Han var son till Johann August Nahl den äldre och bror till Johann August Nahl den yngre. 
Nahl, som var bildhuggare, var professor och akademidirektör i Kassel.